# 埃文 (北卡羅萊納州)
埃文（英語：Avon）是位於美國北卡羅萊納州戴爾縣的普查規定居民點。

## 人口
根據2020年美國人口普查的數據，埃文的面積為6.11平方千米，當中陸地面積為5.88平方千米，而水域面積為0.23平方千米。當地共有人口832人，而人口密度為每平方千米136.17人。